# Комплекс захисних споруд Санкт-Петербурга від повеней
60°0′23″ пн. ш. 29°44′54″ сх. д. / 60.00639° пн. ш. 29.74833° сх. д.

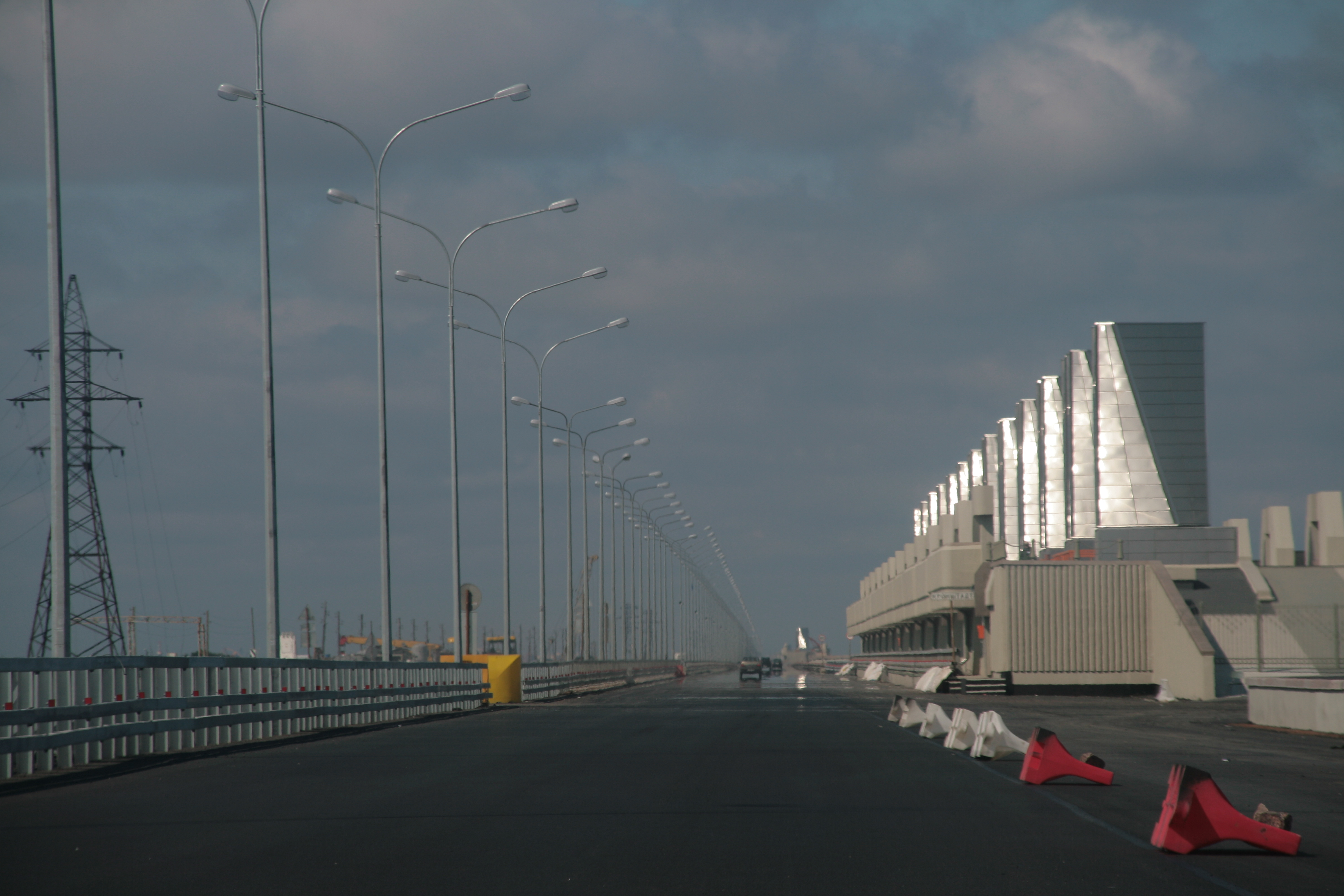
Північні водопропускні споруди В-6 у 2009 році

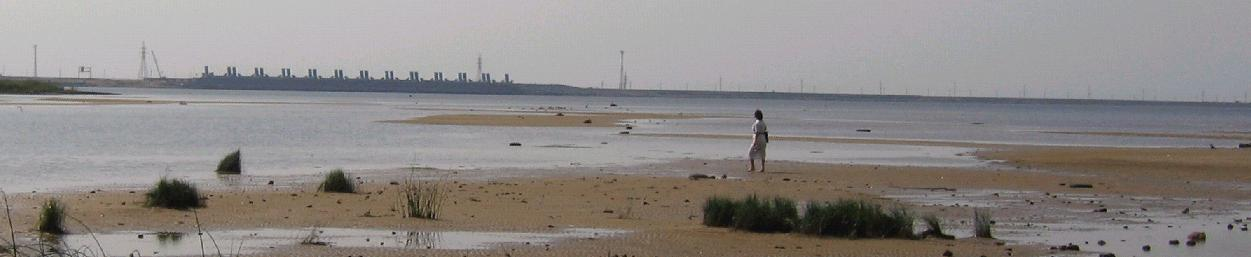
Комплекс захисних споруд Санкт-Петербурга від повеней з північної сторони (біля Сестрорецька). 2005

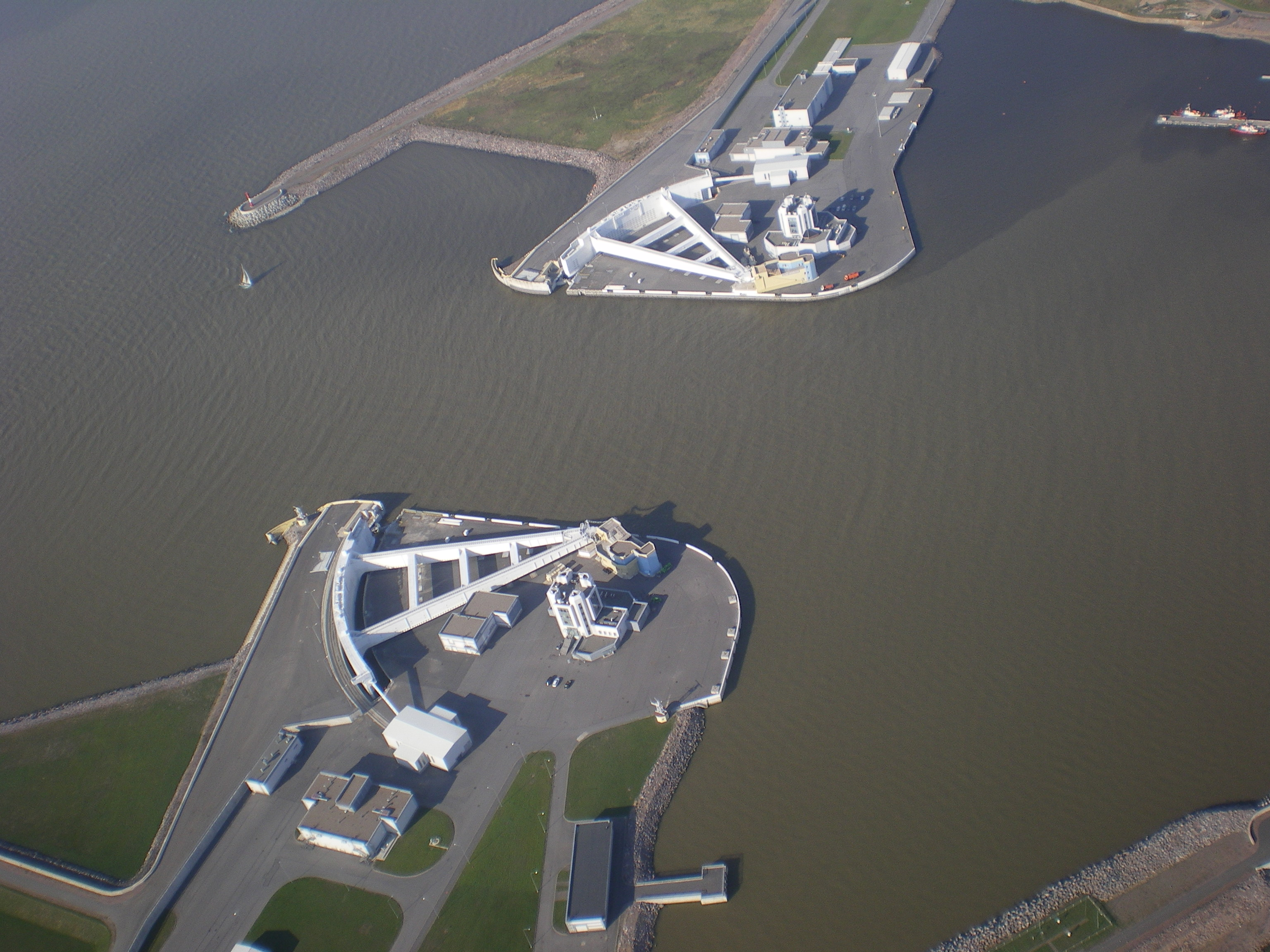
Суднопропускна споруда С-1

Дамба на мапі Фінської затоки, острів Котлін в його центрі. Місто Санкт-Петербург, забарвлено помаранчевим

Комплекс захисних споруд Санкт-Петербурга від повеней захисні споруди від повеней в Санкт-Петербурзі, КЗС, дамба- комплекс дамб і суміжних гідротехнічних споруд (водопропускних і суднопропускних споруд) що простягнулися поперек Фінської затоки від Бронки до Сестрорецька (селище Горська) , через острів Котлін, на якому знаходиться місто Кронштадт (входить до складу Санкт-Петербурга). Будівництво велося у 1979 - 2011 роках, вартість проєкту станом на першу декаду серпня 2010 склала 87,3 року мільярда рублів. За проєктом 1970 року термін будівництва 8 років, довжина 22 км, висота 11 м
Будівництво комплексу, яке могли б запобігти затопленню було розпочато у 1978 році, з того часу стало одним з найдовших будівельних проєктів Росії. Тривале будівництво та потреба у значних фінансових ресурсах викликало призупинення всіх робіт у 1995 році. Будівництво було відновлено у 2005 році в результаті втручання тодішнього президента Росії Володимира Путіна,, що походив з Санкт-Петербурга. Перше відкриття відбулося 12 серпня 2011, коли всі пристрої, розташовані в південній частині греблі були завершені, в тому числі частина найдовшого підводного тунелю в Росії, що є частиною кільцевої дороги Петербургу. Перший офіційний запуск системи, тобто закриття сталевих воріт відбулася 28 листопада 2011, щоб зупинити приплив бурі що наближалася. Як наслідок "закриття" комплексу був спад в зростанні нагону до 1,28 метра над рівнем моря, що є прийнятним рівнем, нижче рівня тривоги, рівний 1,6 м. Комплекс гребель проходить через історичні форти Північного Кронштадта, зареєстровані як всесвітня спадщина ЮНЕСКО.

## Повені в Санкт-Петербурзі
У Санкт-Петербурзі досить часто трапляються повені (понад 270 за літописну історію), деякі з них увійшли до історії міста, як великі стихійні лиха.
Найкатастрофічніша повінь в історії міста мала місце 19 листопада 1824, коли рівень води піднявся на 4.10 м вище норми і перевищив ліміт у 3,0 м (від рівня що вважається повінню). Коли повінь відступила за оцінками, 569 людей загинуло і понад 400 будівель були зруйновані. Інша катастрофічна повінь відбулися у 1924 році, рівень нагону сягнув висоти 12 футів  (близько 3,6 метра). Одна з останніх великих повеней сталася 18-19 жовтня 1998 року, коли рівень води піднявся до 2,2 м.

## Проєкт
Комплекс захисних споруд призначений  для захисту акваторії Невської губи і дельти Неви від нагінних явищ, при яких фіксувався підйом води до 4,2 м вище ординара. Повна протяжність захисних споруд 25,4 км. Комплекс розрахований на захист від повеней висотою до 4,55 метра, верхня відмітка хвилевідбійної стінки над середнім багаторічним рівнем води - 7.5 м
Комплекс захисних споруд охоплює 11 захисних дамб (Д-1 - Д-11), 6 водопропускних споруд (В-1 - В-6), дві суднопропускні споруди (С-1 і С-2) і шестисмугову автомагістраль, що проходить по гребеню захисних дамб, з мостами, тунелем і транспортними розв'язками. Нумерація споруд йде від Бронки до Горської (з південного заходу на північний схід). Загальна довжина дамб - 23,4 км.
Водопропускні споруди призначені для мінімізації впливу КЗС на гідрологічний режим акваторії Невської губи і Фінської затоки. Споруди В-1 і В-6 мають по 12 водопропускних прогонів завширшки у просвіті 24 м (зовнішня ширина 27 м) і глибиною води на порозі 2,5 м. На споруді В-3 - 10 водопропускних прогонів шириною 24 м і глибиною дна на порозі 2,5 м. Споруди В-2, В-4 і В-5 мають по 10 водопропускних прогонів шириною 24 м і глибиною дна на порозі 5 м. Всі водопропускні прогони обладнані сегментними затворами масою 280 т кожен
Суднопропускна споруда С-2 призначена для пропуску суден з осадкою до 5,5 м. Є судноплавним прогоном з підйомно-опускним затвором. Ширина судноплавного прогону - 110 м, глибина на порозі -7 м. Судноплавний канал в разі повені перекривається затвором масою 2500 т, що знаходяться в звичайних умовах в бетонному пазу, розташованому нижче дна судноплавного каналу. У випадку повені затвор підійматися до позначки 4,55 м вище середнього рівня води. Над С-2 проходить автомобільний міст, що має довжину разом з естакадами - 1080 м. Центральний прогін виконано вертикальнопідйомним, розмірами 120 × 30,2 м і масою 2300 т плюс дві противаги по т 1140. Підмостовий габарит в наведеному положенні - 16 м, в піднятому - 25 м
Суднопропускна споруда С-1 призначена для пропуску морських суден впродовж всього року. С-1 є судноплавним прогоном з сегментними плавучими затворами - батопортоми. Ширина судноплавного прогону 200 м, глибина води на порозі 16 м. При загрозі повені докові камери, в яких знаходяться затвори, заповнюються водою, батопорти спливають і висуваються в середину каналу. Досягнувши центру, починають наповнюватися затвори водою і під своєю вагою повільно опускатися на дно порога. Таким чином, вони перешкоджають подальшому просуванню балтійської нагонної хвилі до Санкт-Петербурга. У звичайному стані батопорти знаходяться в сухих докових камерах.
Під судноплавним каналом проходить  підземний автомобільний шестисмуговий тунель загальною довжиною 1961 м Найнижча точка тунелю розташована на позначці -28 м
Отримавши інформацію від Гідрометцентру про підйом рівня води, дирекція КЗС завчасно (за 3:00) попереджає Адміністрацію порту про загрозу затоплення і припинення навігації. Розпочинається підготовка до маневрування затворів всіх захисних споруд. При загрозі повені спочатку закриваються затвори суднопропускних споруд С-1 і С-2, а потім створи водопропускних споруд (В-1 - В-6).

## Використання комплексу в цілому і його залучення по основному призначенню

### Автомобільний рух по трасі комплексу

#### Автодорога по північній частині комплексу і зміна стану водного сполучення по маршрутам Санкт-Петербург-Кронштадт і Кронштадт-Ломоносов
До введення в дію у 2011 р південної ділянки комплексу його північна половина - від залізничної платформи Горська до міста Кронштадт на острові Котлін - використовувалася як підмурівок дороги для доставки пасажирів і вантажів автомобільним транспортом, що значно підвищило погодонезалежність, а отже і надійність сполучення з островом у порівнянні з водною переправою що існувала перед цим. Дамбою були пущені соціальний та комерційний автобусні маршрути від найближчих петербурзьких станцій метро, насамперед - станції «Чорна річка».
Водне сполучення з Кронштадтом з Петербурга, здійснювалося в період літньої навігації, перестало бути основним, але до недавнього часу зберігався рух двох, а потім одного, льодового класу пасажирських поромів між Котліном і містом Ломоносовим на південному березі Фінської затоки в межах приміської території Санкт-Петербурга, влітку 2011 р замінене на автомобільне (у тому числі автобусне) сполучення через тунель.

#### Рух через тунель південної частини комплексу
Офіційне урочисте відкриття наскрізного автомобільного сполучення по всій трасі комплексу разом зі здачею в експлуатацію комплексу відбулося 12 серпня 2011.
Технічна дорога від Бронки на південному березі через тунель фактично існувала і до його офіційного відкриття, але на завершальному етапі робіт з'їзди в тунель були закриті, що викликало чутки що офіційно не підтвердилися про те, що дамба "потекла».

### Пробне і робоче використання комплексу для запобігання підтопленню Санкт-Петербурга
Перше офіційно оголошене робоче використання (а не пробне) КЗС для захисту міста із закриттям його суднопропускних споруд відбулося при значному підвищенні рівня води вище ординара у Неві і інших річках Санкт-Петербурга 28 листопада 2011. Комплекс захисних споруд було зачинено приблизно 10 годин, що дозволило знизити висоту нагону на метр і призвело до затримки руху 23 суден
Слід зазначити, що при попередній повені у вересні того ж 2011 р "Дамбу» не перекривали, незважаючи на підтоплення  прирічкової частини низки Приневських районів міста.

## Критика
Під час будівництва об'єкта, багато разів відбувалися демонстрації, організовані екологічними організаціями Росії, вимагаючи припинити будівництво. Основні побоювання були пов'язані що об'єкт такого розміру вплине на якість води у Невській затоці. Активісти Грінпіс в Росії вважають, що дамба обмежує циркуляцію води, і призводить до накопичення води, забрудненої в прибережній частині затоки.
Щоб розв'язувати проблему забруднення води, адміністрація міста прийняла план з модернізації муніципальної системи каналізації, щоб зменшити кількість неочищених стічних вод до 0,1%, також розташували навколо греблі понад 30  фільтраційних систем для очищення води, які є частиною більшого проєкту що передбачає очищення води у Невській затоці і запобігання попаданню стічних вод у Фінську затоку

## Дивись також
- Петербурзька кільцева автомобільна дорога
- Бар'єр Темзи

## Ресурси Інтернету
- Федеральное казенное предприятие Дирекция комплекса защитных сооружений Министерства регионального развития Российской Федерации [Архівовано 14 Серпня 2011 у Wayback Machine.]
- Комплекс Защитных Сооружений Санкт-Петербурга от наводнений [Архівовано 26 Січня 2016 у Wayback Machine.]
- Информация о КЗС на сайте Проекты Петербурга [Архівовано 25 Листопада 2017 у Wayback Machine.].
- История защиты Санкт-Петербурга от наводнений [Архівовано 4 Березня 2016 у Wayback Machine.].
- Wandering Camera — Notes about the Saint Petersburg Dam [Архівовано 22 Вересня 2015 у Wayback Machine.].
- Космические снимки дамбы.
- Карта фактического уровня воды в Финском заливе и реке Неве.